# دويغي هيل
دويغي هيل (بالإنجليزية: Dougie Hill)‏ هو لاعب كرة قدم بريطاني في مركز الدفاع، ولد في 16 يناير 1985 في إدنبرة في المملكة المتحدة. لعب مع ريث روفرز ونادي ألوا أثليتيك ونادي بريتشين سيتي ونادي فالكيرك ونادي كاودينبيث.

## وصلات خارجية
- دويغي هيل على موقع قاعدة بيانات كرة القدم.إي يو (الإنجليزية)
- دويغي هيل على موقع Soccerbase.com (لاعب) (الإنجليزية)
- دويغي هيل على موقع Soccerway.com (الإنجليزية)